# قائمة ألعاب فيديو دونكي كونغ

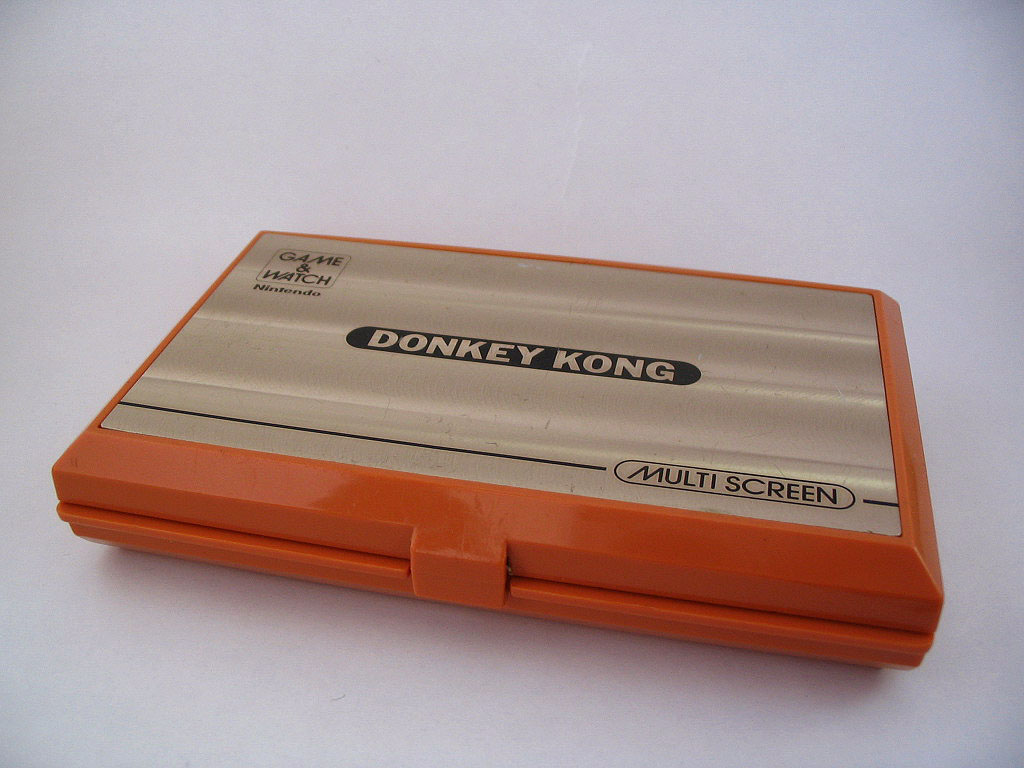
دونكي كونغ لسلسلة ألعاب غيم أند واتش.

دونكي كونغ، وهي سلسلة ألعا فيديو، أنشأها مصمم الألعاب الياباني شيغيرو مياموتو. نشرت شركة نينتندو اليابانية جميع ألعاب السلسلة، وتنوعت الشركات التي طورت السلسلة، فبالإضافة إلى نينتندو، شاركت شركات راير ونامكو وريترو ستوديوز وباون وكابكوم في تطويرها. وصدرت لعبة «دونكي كونغ» في عام 1981 وهي أول لعبة في السلسلة، وكان إصدارها مقصورًا على الصالات أو «الآركيد» كما تشتهر، والتي حققت نجاحًا تجاريًا، مما أتاح لنينتندو دخول سوق أمريكا الشمالية.
وصدرت معظم ألعاب دونكي كونغ لمشغلات ألعاب الصالات، وغير أن نجاح هذه السلسلة دفع نينتندو إلى إصدار نسخ أخرى لمختلف مشغلات ألعاب الفيديو، وشملت المشغلات المحمولة لنينتندو،و بدءً من نينتندو إنترتينمنت سيستم وحتى الجيل الثامن من أنظمة ألعاب الفيديو. وكذلك، أعادت العديد من الشركات برمجة بعض ألعاب الصالات الأصلية وحوّلتها إلى نسخ منزلية. وتعد سلسلة دونكي كونغ من أكثر سلاسل ألعاب الفيديو مبيعًا، إذ بيعت منها أكثر من 48 مليون وحدة في جميع أنحاء العالم.
ومعظم الألعاب في السلسلة هي ألعاب منصات، ولكن السلسلة اشتملت أيضًا علي غيرها من الأنواع، مثل ألعاب السباقات وألعاب الإيقاع.و تدور هذه السلسلة حول مجسم الغوريلا دونكي كونغ وأسرته، الذين يكونون عادة حلفاء ضمن السلسلة.و العديد من ألعاب دونكي كونغ تستخدم في دعم الشخصيات المُسَاعِدَة أثناء اللعب، وتسمح للّاعب بالسيطرة على مختلف أفراد الأسرة. وأرجع سبب نجاح هذه السلسلة إلى الابتكار التقني والإقبال الذي لاقته علي المنصات الترفيهية.

## ألعاب الصالات
| العنوان                                                                | التفاصيل |
| ---------------------------------------------------------------------- | --- |
| دونكي كونغ تاريخ الإصدار الأصلي: اليابان 1981 أ.ش. يوليو 1981          | سنوات الإصدار وفقاً للمشغل: 1981 – الصالات، أتاري 2600 1982 – إنتيليفيجن، كوليكو فيجن، ميني آركيد المنضدية 1983 – فاميكوم، كومودور 64، آبل 2، حاسوب، تي آي-99\4إيه، أتاري 8-بت 1985 – نينتندو إنترتينمنت سيستم 1986 – أمستراد سي بي سي 1988 – أتاري 7800، نظام القرص فاميكوم 1999 – نينتندو 64 (ضمن لعبة دونكي كونغ 64) 2001 – غيم كيوب (ضمن لعبة أنيمل كروسينغ) 2002 – نينتندو إي-ريدر 2004 – غيم بوي أدفانس 2006 – وي فرتشول كونسول 2013 – وي يو فرتشول كونسول، نينتندو 3دي أس فرتشول كونسول 2018 – نينتندو سويتش أونلاين |
| دونكي كونغ تاريخ الإصدار الأصلي: اليابان 1981 أ.ش. يوليو 1981          | ملاحظات: - طورت نينتندو نسخة الصالات. - أنشأها شيغيرو مياموتو لتحل محل لعبة الصالات رادار سكوب التي لم تحقق المرجو منها ولإبقاء نينتندو واقفة على قدميها كشركة. - حققت لعبة دونكي كونغ نجاحًا ضخمًا وبيعت منها آلاف الصناديق. - اللعبة قدمت شخصية جمب مان (المعروف حاليا باسم ماريو)، ودونكي كونغ، اللتان تعدان من أنجح الشخصيات لدى نينتندو. - تقطع معظم نسخ المشغلات المنزلية مستوى واحدًا على الأقل من المستويات الأربعة التي شوهدت في الأصل في إصدار الصالات. - صنعت كوليكو نسخة الميني آركيد المنضدية.                   |
| دونكي كونغ جونيور تاريخ الإصدار الأصلي: أ.ش. يوليو 1982                | سنوات الإصدار وفقاً للمشغل: 1982 – الصالات 1983 – فاميكوم، إنتيليفيجن، أتاري 2600، كوليكو فيجن، ميني آركيد المنضدية 1984 – أتاري 800 1986 – نينتندو إنترتينمنت سيستم 1988 – أتاري 7800 2001 – غيم كيوب (ضمن لعبة أنيمل كروسينغ) 2002 – نينتندو إي-ريدر 2006 – وي فرتشول كونسول 2012 – نينتندو 3دي أس فرتشول كونسول 2013 – وي يو فرتشول كونسول 2019 – نينتندو سويتش أونلاين |
| دونكي كونغ جونيور تاريخ الإصدار الأصلي: أ.ش. يوليو 1982                | ملاحظات: - طورت نينتندو نسخة الصالات. - دونكي كونغ جونيور هي تكملة للعبة الصالات دونكي كونغ. - غُيِّر اسم جمب مان إلى ماريو في هذه اللعبة. - أصبح ماريو الخصم في اللعبة بدلًا من الاحتفاظ بدوره بطلًا كما هو الحال في اللعبة الأولى. - أعيد إصدار اللعبة في عدد من المشغلات المنزلية المماثلة لمثل المشغلات التي صدرت عليها دونكي كونغ الأصلية من قبل مطوري الطرف الثالث. - طورت شركتي كوليكو ونينتندو نسخة الميني آركيد المنضدية.                                                                                              |
| دونكي كونغ 3 تاريخ الإصدار الأصلي: أ.ش. 1983                           | سنوات الإصدار وفقاً للمشغل: 1983 – الصالات 1984 – فاميكوم 1986 – نينتندو إنترتينمت سيستم 2001 – غيم كيوب (ضمن لعبة أنيمل كروسينغ) 2003 – نينتندو إي-ريدر 2008 – وي فرتشول كونسول 2013 – وي يو فرتشول كونسول، نينتندو 3دي أس فرتشول كونسول 2019 – نينتندو سويتش أونلاين |
| دونكي كونغ 3 تاريخ الإصدار الأصلي: أ.ش. 1983                           | ملاحظات: - طورت نينتندو نسخة الصالات. - بدلًا من ماريو، يتحكم اللاعب في ستانلي، الذي يتعين عليه إطلاق النار على دونكي كونغ من الأسفل بمبيد حشري لإبعاده عن حديقته. - نوع اللعبة هو إطلاق نار بدلًا من المنصات مثل ألعاب دونكي كونغ السابقة. |
| دونكي كونغ: جنغل فيفر تاريخ الإصدار الأصلي: اليابان 2005               | سنوات الإصدار وفقاً للمشغل: 2005 – الصالات |
| دونكي كونغ: جنغل فيفر تاريخ الإصدار الأصلي: اليابان 2005               | ملاحظات: - طورت كابكوم اللعبة. - هي تكملة للعبة دونكي كونغ جنغل بيت. |
| دونكي كونغ: بنانا كينغدوم تاريخ الإصدار الأصلي: اليابان 16 نوفمبر 2006 | سنوات الإصدار وفقاً للمشغل: 2006 – الصالات |
| دونكي كونغ: بنانا كينغدوم تاريخ الإصدار الأصلي: اليابان 16 نوفمبر 2006 | ملاحظات: - طورت كابكوم اللعبة. - هي تكملة للعبة دونكي كونغ: جنغل فيفر. |

## ألعاب المشغلات المنزلية
| العنوان | التفاصيل |
| --- | --- |
| دونكي كونغ جونيور ماث تاريخ الإصدار الأصلي: اليابان 12 ديسمبر 1983 أ.ش. أكتوبر 1985 بال 1986                                               | سنوات الإصدار وفقاً للمشغل: 1983 – نينتندو إنترتينمنت سيستم 2001 – غيم كيوب (ضمن لعبة أنيمل كروسينغ) 2007 – وي فرتشول كونسول 2014 – وي يو فرتشول كونسول 2024 – نينتندو سويتش أونلاين |
| دونكي كونغ جونيور ماث تاريخ الإصدار الأصلي: اليابان 12 ديسمبر 1983 أ.ش. أكتوبر 1985 بال 1986                                               | ملاحظات: - طورت نينتندو اللعبة. - تحتوي اللعبة على وضعين: أحدهما هو وضع لاعبين يكون الهدف فيهما إضافة أرقام إلى ما يحمله دونكي كونغ، والآخر هو وضع اللاعب الفردي حيث يجب على اللاعب حل المعادلات الجبرية.                                                                                     |
| دونكي كونغ كانتري تاريخ الإصدار الأصلي: اليابان 26 نوفمبر 1994 أ.ش. 21 نوفمبر 1994 أوروبا 24 نوفمبر 1994 بريطانيا 18 نوفمبر 1994           | سنوات الإصدار وفقاً للمشغل: 1994 – سوبر نينتندو إنترتينمنت سيستم 2000 – غيم بوي كولر 2003 – غيم بوي أدفانس 2006 – وي فرتشول كونسول 2014 – وي يو فرتشول كونسول 2016 – نيو نينتندو 3دي أس فرتشول كونسول 2020 – نينتندو سويتش أونلاين                                                             |
| دونكي كونغ كانتري تاريخ الإصدار الأصلي: اليابان 26 نوفمبر 1994 أ.ش. 21 نوفمبر 1994 أوروبا 24 نوفمبر 1994 بريطانيا 18 نوفمبر 1994           | ملاحظات: - هذه اللعبة هي أول لعبة في السلسلة تطورها راير. - باعت اللعبة أكثر من ثمانية ملايين نسخة. |
| دونكي كونغ كانتري 2: ديديز كونغ كويست تاريخ الإصدار الأصلي: اليابان 21 نوفمبر 1995 أ.ش. ديسمبر 1995 أوروبا 14 ديسمبر 1995                  | سنوات الإصدار وفقاً للمشغل: 1995 – سوبر نينتندو إنترتينمنت سيستم 2004 – غيم بوي أدفانس 2007 – وي فرتشول كونسول 2014 – وي يو فرتشول كونسول 2016 – نيو نينتندو 3دي أس فرتشول كونسول 2020 – نينتندو سويتش أونلاين                                                                                 |
| دونكي كونغ كانتري 2: ديديز كونغ كويست تاريخ الإصدار الأصلي: اليابان 21 نوفمبر 1995 أ.ش. ديسمبر 1995 أوروبا 14 ديسمبر 1995                  | ملاحظات: - طورت راير اللعبة. - تضم اللعبة ديدي كونغ وصديقته ديكسي كونغ بدلًا من دونكي كونغ. |
| دونكي كونغ كانتري 3: ديكسي كونغز دبل تربلز! تاريخ الإصدار الأصلي: اليابان 23 نوفمبر 1996 أ.ش. 18 نوفمبر 1996 بال 13 ديسمبر 1996            | سنوات الإصدار وفقاً للمشغل: 1996 – سوبر نينتندو إنترتينمنت سيستم 2005 – غيم بوي أدفانس 2007 – وي فرتشول كونسول 2014 – وي يو فرتشول كونسول 2016 – نيو نينتندو 3دي أس فرتشول كونسول 2020 – نينتندو سويتش أونلاين                                                                                 |
| دونكي كونغ كانتري 3: ديكسي كونغز دبل تربلز! تاريخ الإصدار الأصلي: اليابان 23 نوفمبر 1996 أ.ش. 18 نوفمبر 1996 بال 13 ديسمبر 1996            | ملاحظات: - طورت راير اللعبة. - تضم اللعبة شخصيتي ديكسي كونغ وابن عمها كيدي كونغ بدلًا من دونكي كونغ وديدي كونغ. - كانت المبيعات أقل بسبب إصدار مشغل نينتندو 64 قبل شهرين من إصدار اللعبة. |
| ديدي كونغ رايسينغ تاريخ الإصدار الأصلي: اليابان 21 نوفمبر 1997 أ.ش. 24 نوفمبر 1997 أوروبا 21 نوفمبر 1997                                   | سنوات الإصدار وفقاً للمشغل: 1997 – نينتندو 64 2007 – نينتندو دي أس 2015 – وي يو فرتشول كونسول |
| ديدي كونغ رايسينغ تاريخ الإصدار الأصلي: اليابان 21 نوفمبر 1997 أ.ش. 24 نوفمبر 1997 أوروبا 21 نوفمبر 1997                                   | ملاحظات: - طورت راير اللعبة. - قامت شركة راير بإدراج شخصيتين قابلتين للعب من سلاسلهم الأخرى التي كانت لا تزال قيد التطوير: بانجو من سلسلة بانجو-كازووي وكونكر من سلسلة كونكر. - أعيد إصدار اللعبة لاحقًا لنينتندو دي أس بعنوان ديدي كونغ رايسينغ دي أس مع محتوى إضافي.                         |
| دونكي كونغ 64 تاريخ الإصدار الأصلي: اليابان 10 ديسمبر 1999 أ.ش. 22 نوفمبر 1999 أوروبا 3 ديسمبر 1999                                        | سنوات الإصدار وفقاً للمشغل: 1999 – نينتندو 64 2015 – وي يو فرتشول كونسول |
| دونكي كونغ 64 تاريخ الإصدار الأصلي: اليابان 10 ديسمبر 1999 أ.ش. 22 نوفمبر 1999 أوروبا 3 ديسمبر 1999                                        | ملاحظات: - طورت راير اللعبة. - تعد لعبة دونكي كونغ 64 لعبة مغامرات شبيهة بلعبتي سوبر ماريو 64 وبانجو-كازووي. |
| دونكي كونغا تاريخ الإصدار الأصلي: اليابان 12 ديسمبر 2003 أ.ش. 27 سبتمبر 2004 أوروبا 15 أكتوبر 2004 أوس 28 أكتوبر 2004                      | سنوات الإصدار وفقاً للمشغل: 2004 – غيم كيوب |
| دونكي كونغا تاريخ الإصدار الأصلي: اليابان 12 ديسمبر 2003 أ.ش. 27 سبتمبر 2004 أوروبا 15 أكتوبر 2004 أوس 28 أكتوبر 2004                      | ملاحظات: - طورت نينتندو اللعبة بالاشتراك مع نامكو. - يحصل مشتري اللعبة على جهاز تحكم دي كيه بونغوز مضمنة مع اللعبة. - هي لعبة إيقاع مثل سلسلة دانس دانس ريفولوشن. |
| دونكي كونغا 2 تاريخ الإصدار الأصلي: اليابان 1 يوليو 2004 أ.ش. 9 مايو 2005 أوروبا 3 يونيو 2005                                              | سنوات الإصدار وفقاً للمشغل: 2004 – غيم كيوب |
| دونكي كونغا 2 تاريخ الإصدار الأصلي: اليابان 1 يوليو 2004 أ.ش. 9 مايو 2005 أوروبا 3 يونيو 2005                                              | ملاحظات: - طورت نامكو اللعبة. - يحصل مشتري اللعبة على جهاز تحكم دي كيه بونغوز مضمنة مع اللعبة. - تُشَغَل اللعبة بشكل مشابه للجزء الأول، لكنها تتميز بقائمة أغاني مختلفة. |
| دونكي كونغ جنغل بيت تاريخ الإصدار الأصلي: اليابان 16 ديسمبر 2004 أ.ش. 14 مارس 2005 بال 4 فبراير 2005                                       | سنوات الإصدار وفقاً للمشغل: 2004 – غيم كيوب 2009 – وي |
| دونكي كونغ جنغل بيت تاريخ الإصدار الأصلي: اليابان 16 ديسمبر 2004 أ.ش. 14 مارس 2005 بال 4 فبراير 2005                                       | ملاحظات: - طورت نينتندو إنترتينمنت أنالسيس أند دفيلوبمنت طوكيو اللعبة - يمكن للاعبين التحكم في اللعبة باستخدام جهاز تحكم غيم كيوب أو دي كيه بونغوز. - هناك بعض من نسخ اللعبة تحتوي على دي كيه بونغوز. - أعيد إصدار اللعبة لاحقًا لجهاز وي مع نيو بلاي كونترول! ودعم الشاشة العريضة.            |
| دونكي كونغا 3 تاريخ الإصدار الأصلي: اليابان 17 مارس 2005                                                                                   | سنوات الإصدار وفقاً للمشغل: 2005 – غيم كيوب |
| دونكي كونغا 3 تاريخ الإصدار الأصلي: اليابان 17 مارس 2005                                                                                   | ملاحظات: - طورت نامكو اللعبة. - تلعب اللعبة مع دي كيه بونغوز. - صدرت اللعبة حصريًا في اليابان. |
| دونكي كونغ بارل بلاست تاريخ الإصدار الأصلي: اليابان 28 يونيو 2007 أ.ش. 8 أكتوبر 2007 أوروبا 25 يناير 2008 أوس 7 فبراير 2008                | سنوات الإصدار وفقاً للمشغل: 2007 – وي |
| دونكي كونغ بارل بلاست تاريخ الإصدار الأصلي: اليابان 28 يونيو 2007 أ.ش. 8 أكتوبر 2007 أوروبا 25 يناير 2008 أوس 7 فبراير 2008                | ملاحظات: - طورت باون ونينتندو إس بي دي 4 اللعبة. - هي لعبة كارتينغ. - في الأصل كانت اللعبة قيد التطوير للغيم كيوب، ثم انتقل التطوير للوي. |
| دونكي كونغ كانتري ريترنز تاريخ الإصدار الأصلي: اليابان 9 ديسمبر 2010 أ.ش. 21 نوفمبر 2010 أوروبا 3 ديسمبر 2010 أوس 2 ديسمبر 2010            | سنوات الإصدار وفقاً للمشغل: 2010 – وي 2013 – نينتندو 3دي أس 2015 – وي يو إي شوب 2019 – إنفيديا شيلد تي في 2025 – نينتندو سويتش |
| دونكي كونغ كانتري ريترنز تاريخ الإصدار الأصلي: اليابان 9 ديسمبر 2010 أ.ش. 21 نوفمبر 2010 أوروبا 3 ديسمبر 2010 أوس 2 ديسمبر 2010            | ملاحظات: - طورت ريترو ستوديوز اللعبة. - أعيد إصدار اللعبة على نينتندو 3دي أس باسم دونكي كونغ كانتري ريترنز 3دي. - استنادًا إلى ألعاب دونكي كونغ كانتري التي صدرت لمشغل سوبر نينتندو إنترتينمنت سيستم. - سيعاد إصدار اللعبة على نينتندو سويتش باسم دونكي كونغ كانتري ريترنز إتش دي في عام 2025. |
| دونكي كونغ كانتري: تروبيكال فريز تاريخ الإصدار الأصلي: اليابان 13 فبراير 2014 أ.ش. 21 فبراير 2014 أوروبا 21 فبراير 2014 أوس 22 فبراير 2014 | سنوات الإصدار وفقاً للمشغل: 2014 – وي يو 2018 – نينتندو سويتش |
| دونكي كونغ كانتري: تروبيكال فريز تاريخ الإصدار الأصلي: اليابان 13 فبراير 2014 أ.ش. 21 فبراير 2014 أوروبا 21 فبراير 2014 أوس 22 فبراير 2014 | ملاحظات: - طورت ريترو ستوديوز اللعبة. - هي تكملة للعبة دونكي كونغ كانتري ريترنز. |

## ألعاب المشغلات المحمولة
| العنوان | التفاصيل |
| --- | --- |
| دونكي كونغ (غيم أند واتش) تاريخ الإصدار الأصلي: أ.ش. 1982                                                                   | سنوات الإصدار وفقاً للمشغل: 1982 – غيم أند واتش 1998 – غيم بوي كولر 2002 – غيم بوي أدفانس 2009 – نينتندو دي أس |
| دونكي كونغ (غيم أند واتش) تاريخ الإصدار الأصلي: أ.ش. 1982                                                                   | ملاحظات: - طورت نينتندو المشغل المحمول. - مثل نسخة الصالات من دونكي كونغ، يجب على ماريو تسلق مبنى مع تجنب البراميل؛ ومع ذلك، فإن الفوز في اللعبة يختلف عن الفوز في نسخة الصالات. يجب على اللاعب تشغيل رافعة على الشاشة العلوية، لتفعيل خطاف، يجب على ماريو بعد ذلك القفز والتقاطه. إذا نجح اللاعب، فسيزال الوتد وسيعود ماريو إلى نقطة البداية، ولكن إذا لم ينجح اللاعب، فسوف يسقط ماريو على الأرض ويفقد حياة. ستؤدي إزالة جميع الأوتاد المتاحة بهذه الطريقة إلى انهيار منصة دونكي كونغ، وسيسقط على الأرض. - صدرت اللعبة على مشغل غيم أند واتش ذو شاشة مزدوجة. - أعيد إصدار نسخة غيم أند واتش لاحقًا في ألعاب مجموعات غيم أند واتش لغيم بوي كولر وغيم بوي أدفانس. - ضمنت اللعبة في مجموعة غيم أند واتش كولكشن، وهي نسخة حصرية من نادي نينتندو لنينتندو دي أس. |
| دونكي كونغ جونيور (غيم أند واتش) تاريخ الإصدار الأصلي: أ.ش. 1982                                                            | سنوات الإصدار وفقاً للمشغل: 1982 – غيم أند واتش 1998 – غيم بوي كولر 2002 – غيم بوي أدفانس 2010 – دي أس آي واير |
| دونكي كونغ جونيور (غيم أند واتش) تاريخ الإصدار الأصلي: أ.ش. 1982                                                            | ملاحظات: - طورت نينتندو المشغل المحمول. - صدرت لعبة دونكي كونغ جونيور بتنسيق شاشة عريضة. - أعيد إصدار نسخة غيم أند واتش من دونكي كونغ جونيور لاحقًا في مجموعات ألعاب غيم أند واتش لغيم بوي كولر وغيم بوي أدفانس وكما يمكن تنزيل اللعبة على دي أس آي واير في عام 2010. |
| دونكي كونغ II تاريخ الإصدار الأصلي: أ.ش. 1983                                                                               | سنوات الإصدار وفقاً للمشغل: 1982 – غيم أند واتش |
| دونكي كونغ II تاريخ الإصدار الأصلي: أ.ش. 1983                                                                               | ملاحظات: - طورت نينتندو المشغل المحمول. - هي تكملة للعبة دونكي كونغ جونيور على غيم أند واتش، بتنسيق شاشة عريضة في عام 1983. |
| دونكي كونغ 3 (غيم أند واتش) تاريخ الإصدار الأصلي: أ.ش. 1984                                                                 | سنوات الإصدار وفقاً للمشغل: 1984 – غيم أند واتش 2002 – غيم بوي أدفانس |
| دونكي كونغ 3 (غيم أند واتش) تاريخ الإصدار الأصلي: أ.ش. 1984                                                                 | ملاحظات: - نينتندو طورت المشغل المحمول. - ضمنت نسخة من هذه اللعبة في مجموعة غيم أند واتش غاليري 4 لغيم بوي أدفانس. |
| دونكي كونغ سيركس تاريخ الإصدار الأصلي: أ.ش. عقد 1980                                                                        | سنوات الإصدار وفقاً للمشغل: 1984 – غيم أند واتش |
| دونكي كونغ سيركس تاريخ الإصدار الأصلي: أ.ش. عقد 1980                                                                        | ملاحظات: - نينتندو طورت المشغل المحمول. - دونكي كونغ سيركس هي لعبة أصلية طُوِّرَت لسلسلة غيم أند واتش. |
| دونكي كونغ هوكي تاريخ الإصدار الأصلي:                                                                                       | سنوات الإصدار وفقاً للمشغل: 1984 – غيم أند واتش |
| دونكي كونغ هوكي تاريخ الإصدار الأصلي:                                                                                       | ملاحظات: - نينتندو طورت المشغل المحمول. - دونكي كونغ هوكي هي لعبة أصلية طُوِّرَت لسلسلة غيم أند واتش. طورت نينتندو أر أند دي 1 اللعبة وصدرت في عام 1984 كجزء من سلسلة غيم أند واتش مايكرو فرسس. تتميز اللعبة بشاشة عرض إل سي دي ومنصات تحكم متصلة. يتميز الهوكي بكون دونكي كونغ أحد اللاعبين وماريو اللاعب الآخر. |
| دونكي كونغ (غيم بوي) تاريخ الإصدار الأصلي: اليابان 14 يونيو 1994 أ.ش. 22 يوليو 1994 أوروبا 24 سبمتبر 1994                   | سنوات الإصدار وفقاً للمشغل: 1994 –غيم بوي 2011 – نينتندو 3دي أس فرتشول كونسول |
| دونكي كونغ (غيم بوي) تاريخ الإصدار الأصلي: اليابان 14 يونيو 1994 أ.ش. 22 يوليو 1994 أوروبا 24 سبمتبر 1994                   | ملاحظات: - طورت نينتندو إنترتينمنت أنالسيس أند دفيلوبمنت اللعبة. - تعتمد اللعبة على لعبة دونكي كونغ الأصلية؛ تتميز بأربعة مستويات آركيد، ولكن من هناك، تضم ستة وتسعين مستوى إضافيًا وتصبح مزيجًا بين دونكي كونغ ودونكي كونغ جونيور وسوبر ماريو برذرز 2. - أعيد إصدار اللعبة لاحقًا للتنزيل على نينتندو 3دي أس فرتشول كونسول. |
| دونكي كونغ (نيلسونيك غيم واتش) تاريخ الإصدار الأصلي: أ.ش. 1994                                                              | سنوات الإصدار وفقاً للمشغل: 1994 – نيلسونيك غيم واتش [الإنجليزية] |
| دونكي كونغ (نيلسونيك غيم واتش) تاريخ الإصدار الأصلي: أ.ش. 1994                                                              | ملاحظات: - مثل نسخة الصالات من دونكي كونغ، يجب على ماريو تسلق مبنى مع تجنب البراميل. |
| دونكي كونغ لاند تاريخ الإصدار الأصلي: اليابان 27 يوليو 1995 أ.ش. 26 يوليو 1995 بال 24 أغسطس 1995                            | سنوات الإصدار وفقاً للمشغل: 1995 – غيم بوي 2014 – نينتندو 3دي أس فرتشول كونسول |
| دونكي كونغ لاند تاريخ الإصدار الأصلي: اليابان 27 يوليو 1995 أ.ش. 26 يوليو 1995 بال 24 أغسطس 1995                            | ملاحظات: - طورت راير اللعبة. - دونكي كونغ لاند هي لعبة منصات في سياق لعبة دونكي كونغ كانتري. - تُحَسَّن الرسومات إذا شُغِّلَت عبر سوبر غيم بوي. - أعيد إصدار اللعبة لاحقًا للتنزيل على نينتندو 3دي أس فرتشول كونسول. |
| دونكي كونغ لاند 2 تاريخ الإصدار الأصلي: اليابان 23 نوفمبر 1996 أ.ش. 23 سبمتبر 1996 بال 28 نوفمبر 1996                       | سنوات الإصدار وفقاً للمشغل: 1996 – غيم بوي 2014 – نينتندو 3دي أس فرتشول كونسول |
| دونكي كونغ لاند 2 تاريخ الإصدار الأصلي: اليابان 23 نوفمبر 1996 أ.ش. 23 سبمتبر 1996 بال 28 نوفمبر 1996                       | ملاحظات: - طورت راير اللعبة. - تعتمد اللعبة على نطاق واسع على دونكي كونغ كانتري 2، ولكن نظرًا لقيود مشغل غيم بوي، فقد العديد من الميزات واحتفظ بتصميمات مختلفة بشكل جذري. - تُحَسَّن الرسومات إذا شُغِّلَت عبر سوبر غيم بوي. - أعيد إصدار اللعبة لاحقًا للتنزيل على نينتندو 3دي أس فرتشول كونسول. |
| دونكي كونغ لاند III تاريخ الإصدار الأصلي: اليابان 28 يناير 2000 أ.ش. 27 أكتوبر 1997 بال 30 أكتوبر 1997                      | سنوات الإصدار وفقاً للمشغل: 1997 – غيم بوي 2014 – نينتندو 3دي أس فرتشول كونسول |
| دونكي كونغ لاند III تاريخ الإصدار الأصلي: اليابان 28 يناير 2000 أ.ش. 27 أكتوبر 1997 بال 30 أكتوبر 1997                      | ملاحظات: - طورت راير اللعبة. - تعتمد اللعبة بشكل كبير على دونكي كونغ كانتري 3، لكنها تفتقر إلى جوانب الاستكشاف التي شوهدت في لعبة المشغل المنزلي. - تُحَسَّن الرسومات إذا شُغِلَت عبر سوبر غيم بوي. - صدرت نسخة محسّنة من اللعبة لغيم بوي كولر بعنوان جي بي: دينكي كونغ أند ديكسي كونغ حصريًا لليابان في 28 يناير 2000، بعد أكثر من عامين من إصدارها في الولايات المتحدة والاتحاد الأوروبي. - أعيد إصدار اللعبة لاحقًا للتنزيل على نينتندو 3دي أس فرتشول كونسول. |
| دي كيه: كينغ أوف سوينغ تاريخ الإصدار الأصلي: اليابان 19 مايو 2005 أ.ش. 19 سبمتبر 2005 أوروبا 4 فبراير 2005 أوس 16 مارس 2005 | سنوات الإصدار وفقاً للمشغل: 2005 – غيم بوي أدفانس 2014 – وي يو فرتشول كونسول |
| دي كيه: كينغ أوف سوينغ تاريخ الإصدار الأصلي: اليابان 19 مايو 2005 أ.ش. 19 سبمتبر 2005 أوروبا 4 فبراير 2005 أوس 16 مارس 2005 | ملاحظات: - طورت باون اللعبة. - تستخدم الشخصية الأوتاد للتأرجح إلى نهاية المستويات بدلًا من استخدام أساليب المنصات التقليدية. |
| دي كيه جنغل كلايمبر تاريخ الإصدار الأصلي: اليابان 9 أغسطس 2007 أ.ش. 10 سبمتبر 2007 أوروبا 12 أكتوبر 2007 أوس 15 نوفمبر 2007 | سنوات الإصدار وفقاً للمشغل: 2007 – نينتندو دي أس 2015 – وي يو فرتشول كونسول |
| دي كيه جنغل كلايمبر تاريخ الإصدار الأصلي: اليابان 9 أغسطس 2007 أ.ش. 10 سبمتبر 2007 أوروبا 12 أكتوبر 2007 أوس 15 نوفمبر 2007 | ملاحظات: - طورت باون اللعبة. - هي تكملة للعبة دي كيه كينغ أوف سوينغ. |

## ماريو ضد دونكي كونغ
| العنوان | التفاصيل |
| --- | --- |
| ماريو ضد دونكي كونغ تاريخ الإصدار الأصلي: اليابان 10 يونيو 2004 أ.ش. 24 مايو 2004 أوروبا 19 نوفمبر 2004 أوس 4 يونيو 2004                      | سنوات الإصدار وفقاً للمشغل: 2004 – غيم بوي أدفانس 2011 – نينتندو 3دي أس فرتشول كونسول 2014 – وي يو فرتشول كونسول                                                                       |
| ماريو ضد دونكي كونغ تاريخ الإصدار الأصلي: اليابان 10 يونيو 2004 أ.ش. 24 مايو 2004 أوروبا 19 نوفمبر 2004 أوس 4 يونيو 2004                      | ملاحظات: - طورت نينتندو سوفتوير تكنلوجي اللعبة. - هي خليفة للعبة دونكي كونغ للغيم بوي، والتي كانت مزيجًا من لعبة الصالات دونكي كونغ ودونكي كونغ جونيور وسوبر ماريو برذرز 2.            |
| ماريو ضد دونكي كونغ 2: مارش أوف ذا مينيز تاريخ الإصدار الأصلي: اليابان 12 أبريل 2007 أ.ش. 25 سبمتبر 2006 أوروبا 9 مارس 2007 أوس 18 يناير 2007 | سنوات الإصدار وفقاً للمشغل: 2006 – نينتندو دي أس 2015 – وي يو فرتشول كونسول |
| ماريو ضد دونكي كونغ 2: مارش أوف ذا مينيز تاريخ الإصدار الأصلي: اليابان 12 أبريل 2007 أ.ش. 25 سبمتبر 2006 أوروبا 9 مارس 2007 أوس 18 يناير 2007 | ملاحظات: - طورت نينتندو سوفتوير تكنلوجي اللعبة - هي تكملة للعبة ماريو ضد دونكي كونغ لمشغل غيم بوي أدفانس. - توسعت في اللعبة السابقة باستخدام عناصر التحكم في الشاشة التي تعمل باللمس. |
| ماريو ضد دونكي كونغ: مينيز مارش أغين! تاريخ الإصدار الأصلي: اليابان 7 أكتوبر 2009 أ.ش. 8 يونيو 2009 بال 21 أغسطس 2009                         | سنوات الإصدار وفقاً للمشغل: 2009 – دي أس آي واير 2011 – نينتندو 3دي أس إي شوب |
| ماريو ضد دونكي كونغ: مينيز مارش أغين! تاريخ الإصدار الأصلي: اليابان 7 أكتوبر 2009 أ.ش. 8 يونيو 2009 بال 21 أغسطس 2009                         | ملاحظات: - طورت نينتندو سوفتوير تكنلوجي اللعبة. - صدرت اللعبة حصريًا لدي أس آي واير. - أسلوب اللعب مشابه لأسلوب لعب ماريو ضد دونكي كونغ 2: مارش أوف ذا مينيز.                          |
| ماريو ضد دونكي كونغ: ميني-لاند مايهيم! تاريخ الإصدار الأصلي: اليابان 2 ديسمبر 2010 أ.ش. 14 نوفمبر 2010 أوروبا 4 فبراير 2011 أوس 3 فبراير 2011 | سنوات الإصدار وفقاً للمشغل: 2010 – نينتندو دي أس |
| ماريو ضد دونكي كونغ: ميني-لاند مايهيم! تاريخ الإصدار الأصلي: اليابان 2 ديسمبر 2010 أ.ش. 14 نوفمبر 2010 أوروبا 4 فبراير 2011 أوس 3 فبراير 2011 | ملاحظات: - طورت نينتندو سوفتوير تكنلوجي اللعبة. |
| ماريو أند دونكي كونغ: مينيز أون ذا موف تاريخ الإصدار الأصلي: اليابان 24 يوليو 2013 أ.ش. 9 مايو 2013 أوروبا 9 مايو 2013 أوس 10 مايو 2013       | سنوات الإصدار وفقاً للمشغل: 2013 – نينتندو 3دي أس إي شوب |
| ماريو أند دونكي كونغ: مينيز أون ذا موف تاريخ الإصدار الأصلي: اليابان 24 يوليو 2013 أ.ش. 9 مايو 2013 أوروبا 9 مايو 2013 أوس 10 مايو 2013       | ملاحظات: - طورت نينتندو سوفتوير تكنلوجي اللعبة. - صدرت اللعبة حصريًا لنينتندو إي شوب.                                                                                                  |
| ماريو ضد دونكي كونغ: تيببينغ ستارز تاريخ الإصدار الأصلي: اليابان 19 مارس 2015 أ.ش. 5 مارس 2015 أوروبا 20 مارس 2015 أوس 21 مارس 2015           | سنوات الإصدار وفقاً للمشغل: 2015 – وي يو إي شوب، نينتندو 3دي أس إي شوب |
| ماريو ضد دونكي كونغ: تيببينغ ستارز تاريخ الإصدار الأصلي: اليابان 19 مارس 2015 أ.ش. 5 مارس 2015 أوروبا 20 مارس 2015 أوس 21 مارس 2015           | ملاحظات: - طورت نينتندو سوفتوير تكنلوجي اللعبة. - صدرت اللعبة حصريًا لنينتندو إي شوب.                                                                                                  |
| ميني ماريو أند فريندز: تحديات أميبو تاريخ الإصدار الأصلي: اليابان 28 يناير 2016 أ.ش. 28 أبريل 2016 أوروبا 28 أبريل 2016 أوس 29 أبريل 2016     | سنوات الإصدار وفقاً للمشغل: 2016 – وي يو إي شوب، نينتندو 3دي أس إي شوب |
| ميني ماريو أند فريندز: تحديات أميبو تاريخ الإصدار الأصلي: اليابان 28 يناير 2016 أ.ش. 28 أبريل 2016 أوروبا 28 أبريل 2016 أوس 29 أبريل 2016     | ملاحظات: - طورت نينتندو سوفتوير تكنلوجي اللعبة. - صدرت اللعبة حصريًا لنينتندو إي شوب.                                                                                                  |

## ألعاب ملغية
| العنوان                                          | التفاصيل |
| ------------------------------------------------ | --- |
| دونكي كونغ نو أونغاكو أسوبي تاريخ الإلغاء: 1983  | إصدار المشغل المقترح: فاميكوم |
| دونكي كونغ نو أونغاكو أسوبي تاريخ الإلغاء: 1983  | ملاحظات: - ألغيت اللعبة بسبب حقوق الطبع والنشر على الأغاني الموجودة في اللعبة. |
| ريترن أوف دونكي كونغ تاريخ الإلغاء: 1988 أو 1989 | إصدار المشغل المقترح: نينتندو إنترتينمنت سيستم |
| ريترن أوف دونكي كونغ تاريخ الإلغاء: 1988 أو 1989 | ملاحظات: - هي تكملة للعبة دونكي كونغ الأصلية. - ألغيت اللعبة لأسباب مجهولة. |
| دونكي كونغ رايسينغ تاريخ الإلغاء: 2002           | إصدار المشغل المقترح: غيم كيوب |
| دونكي كونغ رايسينغ تاريخ الإلغاء: 2002           | ملاحظات: - كانت راير ستطور اللعبة. - هي تكملة للعبة ديدي كونغ رايسينغ. - كانت راير تعمل على عدة ألعاب مع دونكي كونغ، ولكنها خسرت حقوق السلسلة عندما استحوذت عليها مايكروسوفت في عام 2002. ألغيت الألعاب المعروضة قبل الاستحواذ التي تحتوي على شخصيات دونكي كونغ أو إعادة تجهيزها بحيث لا تنتمي إلى سلسلة دونكي كونغ. لم تصدر اللعبة بأي شكل من الأشكال. |
| ديدي كونغ بيلوت تاريخ الإلغاء: 2002              | إصدار المشغل المقترح: غيم بوي أدفانس |
| ديدي كونغ بيلوت تاريخ الإلغاء: 2002              | ملاحظات: - أعيد صياغة اللعبة بعد الاستحواذ على راير بواسطة مايكروسوفت وصدرت لاحقًا باسم بانجو-بيلوت. |
| دونكي كونغ كوكونت كراكرز تاريخ الإلغاء: 2002     | إصدار المشغل المقترح: غيم بوي أدفانس |
| دونكي كونغ كوكونت كراكرز تاريخ الإلغاء: 2002     | ملاحظات: - أعيد صياغة اللعبة بعد الاستحواذ على راير بواسطة مايكروسوفت وصدرت لاحقًا باسم إتز مستر بانتس. |
| ديدي كونغ رايسينغ أدفنتشر تاريخ الإلغاء: 2004    | إصدار المشغل المقترح: غيم كيوب |
| ديدي كونغ رايسينغ أدفنتشر تاريخ الإلغاء: 2004    | ملاحظات: - هي تكلمة للعبة ديدي كونغ رايسينغ. - كانت كلايماكس ستطور اللعبة. - لم تظهر اللعبة للجمهور بأي صفة إلا بعد أن حصل أحد هواة أرشيف ألعاب الفيديو على النسخة التجريبية ونشر مقطع فيديو عنها في نوفمبر 2016. |

## وصلات خارجية
- (بالإنجليزية)
- (باليابانية)